# Karl-Heinz Eckardt
Karl-Heinz Eckardt (* 7. Mai 1912 in Stettin; † 20. Oktober 1957) war ein deutscher vielseitiger Sportler, Tischtennisspieler und -funktionär. Als Kaufmann war er in verschiedenen Teilen Deutschlands für den Tischtennissport tätig und in leitender Funktion bei den Verbänden Württemberg und Schleswig-Holstein, ehe er von 1949 bis zu seinem Tod der vierte Präsident des Deutschen Tischtennis-Bundes DTTB wurde und ab 1951 Vorstandsmitglied des Weltverbands ITTF war.

## Aktiver
Eckardt spielte zunächst bei Viktoria Magdeburg und wechselte dann zum SV Darmstadt 98, mit dem er in der Saison 1932/33 hinter dem Kieler TTK deutscher Vizemeister wurde. Vor dem Zweiten Weltkrieg betrieb er noch bei Eintracht Frankfurt aktiv Leichtathletik und Handball. Später schloss er sich den Stuttgarter Kickers an und übernahm erste Funktionärsaufgaben in Württemberg. Bei der Weltmeisterschaft 1952 und 1953 trat er in den Doppelwettbewerben an.

## Funktionär national
1936 bis 1937 war Eckardt Tischtennis-Gau-Fachwart von Württemberg. In seiner Amtszeit wurde die württembergische Rangliste eingeführt. Ende der 1930er Jahre arbeitete er eineinhalb Jahre lang beruflich in England, danach organisierte er bis 1941 als Gauwart den Tischtennissport im – heute polnischen – Warthegau. Ab 1941 arbeitete er als kaufmännischer Direktor in Norwegen, wo er interniert wurde. Nach Ende des Krieges wirkte er maßgeblich am Wiederaufbau des Tischtennissportes in Deutschland mit.
In Lübeck lebend wurde er 1945 Kreiswart von Lübeck, von 1947 bis 1950 Vorsitzender des Tischtennis-Verbandes Schleswig-Holstein. Im April 1949 löste er Dr. Fritz Rosinius auf dem Posten des Vorsitzenden des „Arbeitsausschusses“ ab. Als Ende Oktober 1949 der Deutsche Tischtennis-Bund DTTB offiziell neugegründet wurde, wählte man Eckardt zum Präsidenten. In seine Amtszeit fällt die Eingliederung des bis dahin selbständigen saarländischen Tischtennisbundes in den DTTB im Oktober 1956.
Um 1951 arbeitete er als Direktor einer Versicherungsgesellschaft.

## Funktionär international
Auch international übernahm Eckardt Funktionärsaufgaben. 1953 wurde er in den Vorstand des Weltverbandes ITTF berufen, wo er in sechs Arbeitsgruppen tätig war, unter anderem leitete er das Materialkomitee. Der ITTF-Kongress wählte ihn 1957 zum Vizepräsidenten als Nachfolger des zurückgetretenen Marcel Corbillon.
Eckardts Hauptverdienst besteht darin, das nach dem Zweiten Weltkrieg isolierte Deutschland wieder in die internationale Gemeinschaft eingegliedert zu haben.

## Ableben
Im Oktober 1957 starb Eckardt an den Folgen einer Lungenembolie, nachdem er einige Wochen vorher eine Magenoperation überstanden hatte. Er wurde auf dem Frankfurter Hauptfriedhof beigesetzt. Er hinterließ eine Ehefrau (verh. seit 1938). Sein Nachfolger als DTTB-Präsident wurde Carl Adloff.

## Karl-Heinz Eckardt-Gedächtnispokal
1958 wurde der Wettbewerb „Deutsche Pokalmeisterschaft“ eingeführt, ein Wunsch von Karl-Heinz Eckardt. Vereinsmannschaften bestehend aus drei Aktiven ermitteln auf Verbandsebene den Sieger. Die Verbandssieger spielen im K.-o.-System den DTTB-Pokalsieger aus. Für den Sieger wurde der Eckardt-Pokal als Wanderpokal gestiftet. Erstmals trugen die Herren 1958 den Wettbewerb aus, ein Jahr später folgten die Damen. Dieser Pokal ging verschollen und tauchte 1998 auf einem Antik-Markt in Osnabrück wieder auf. Heute ist er wieder im Besitz des DTTB.